# Carlia spinauris
Espèce
Synonymes
- Lygosoma spinauris Smith, 1927

Carlia spinauris est une espèce de sauriens de la famille des Scincidae.

## Répartition
Cette espèce est endémique de la partie indonésienne du Timor. Elle se rencontre à Lelogama.

## Publication originale
- Smith, 1927 : Contribution to the herpetology of the Indo-Australian Region. Proceedings of the Zoological Society of London, vol. 1927, p. 199-225.